# MTV Europe Music Award para Melhor Artista Japonês
O MTV Europe Music Award para Melhor Artista Japonês (em inglês:  MTV Europe Music Award for Best Japanese Act) é uma categoria do MTV Europe Music Awards, atribuída desde o ano de 2013, premiando um vencedor dentre cinco nomeações, como o melhor artista japonês do ano.

## Vencedores e nomeados

### Década de 2010
| Ano  | Vencedores          | Nomeados                                                              |
| ---- | ------------------- | --------------------------------------------------------------------- |
| 2013 | Momoiro Clover Z    | - Exile - Kyary Pamyu Pamyu - Miyavi - One Ok Rock                    |
| 2014 | Daichi Miura        | - One Ok Rock - E-girls - Perfume - Namie Amuro                       |
| 2015 | Dempagumi.inc       | - Babymetal - Sandaime J Soul Brothers - One Ok Rock - Sekai no Owari |
| 2016 | One Ok Rock         | - Kyary Pamyu Pamyu - Perfume - Radwimps - Ringo Sheena               |
| 2017 | Babymetal           | - Kohh - Kyary Pamyu Pamyu - Rekishi - Wednesday Campanella           |
| 2018 | Little Glee Monster | - Daoko - Glim Spanky - Wednesday Campanella - Yahyel                 |
| 2019 | King Gnu            | - Nulbarich - Chai - Tempalay - Chanmina                              |

### Década de 2020
| Ano  | Vencedores            | Nomeados                              |
| ---- | --------------------- | ------------------------------------- |
| 2020 | Official Hige Dandism | - Hiraidai - Punpee - Rei - Yorushika |